# Число Авогадро
Число́ Авога́дро (постоянная Авогадро, конста́нта Авогадро) — физическая величина, численно равная количеству специфицированных структурных единиц (атомов, молекул, ионов, электронов или любых других частиц) в 1 моле вещества. Ранее определялось как количество атомов в 12 граммах (точно) чистого изотопа углерода-12. Обозначается обычно как NA, а иногда и L.
Постоянная Авогадро в Международной системе единиц СИ согласно изменениям определений основных единиц СИ есть целое число, точно равное
NA ≡ 6,022 140 76⋅1023 моль−1.
Иногда в литературе проводят различие между постоянной Авогадро NA, имеющей размерность моль−1, и численно равным ей безразмерным целым числом Авогадро А.
Моль — количество вещества, которое содержит NA структурных элементов (то есть столько же, сколько атомов содержится в 12 г 12С, согласно старому определению), причём структурными элементами обычно являются атомы, молекулы, ионы и др. Масса 1 моля вещества (молярная масса), выраженная в граммах, численно равна его молекулярной массе, выраженной в атомных единицах массы.
Например:
- 1 моль натрия имеет массу 22,9898 г и содержит примерно 6,02⋅1023 атомов;
- 1 моль фторида кальция CaF2 имеет массу (40,08 + 2 · 18,998) = 78,076 г и содержит 6,02⋅1023 ионов кальция и 12,04⋅1023 ионов фтора;
- 1 моль тетрахлорида углерода CCl4 имеет массу (12,011 + 4 · 35,453) = 153,823 г и содержит 6,02⋅1023  молекул тетрахлорида углерода;
- и т. п.

В конце 2011 года на XXIV Генеральной конференции по мерам и весам единогласно принято предложение определить моль в будущей версии Международной системы единиц (СИ) таким образом, чтобы избежать его привязки к определению килограмма. Предполагалось, что моль в 2018 году будет определён на основе числа Авогадро, которому будет приписано точное значение без погрешности, базирующееся на результатах измерений, рекомендованных CODATA. До 20 мая 2019 года число Авогадро являлось измеряемой величиной, не принимаемой по определению. В 2015 году из наиболее прецизионных измерений получено рекомендованное значение числа Авогадро NA = 6,022 140 82(11)⋅1023 моль−1, полученное в результате усреднения результатов различных измерений.

## Закон Авогадро
На заре развития атомной теории (1811) А. Авогадро выдвинул гипотезу, согласно которой при одинаковых температурах и давлениях в равных объёмах идеальных газов содержится одинаковое количество молекул. Позже было показано, что эта гипотеза есть необходимое следствие кинетической теории, и сейчас она известна как закон Авогадро. Его можно сформулировать так: один моль любого газа при одинаковых температурах и давлениях занимает один и тот же объём, при нормальных условиях равный 22,41383 литра. Эта величина известна как молярный объём газа.

## История измерения константы
Сам Авогадро не делал оценок числа молекул в заданном объёме, но понимал, что это очень большая величина. Первую попытку найти число молекул, занимающих данный объём, предпринял в 1865 году Йозеф Лошмидт. Из вычислений Лошмидта следовало, что для воздуха количество молекул на единицу объёма составляет 1,81⋅1018 см−3, что примерно в 15 раз меньше истинного значения. Через 8 лет Максвелл привёл гораздо более близкую к истине оценку «около 19 миллионов миллионов миллионов» молекул на кубический сантиметр, или 1,9⋅1019 см−3. По его оценке число Авогадро было приблизительно {\displaystyle 10^{22}}.
В действительности в 1 см³ идеального газа при нормальных условиях содержится около 2,68675⋅1019 молекул. Эта величина была названа числом (или постоянной) Лошмидта. С тех пор было разработано большое число независимых методов определения числа Авогадро. Превосходное совпадение полученных значений является убедительным свидетельством реального количества молекул.
В 1908 году Перрен даёт приемлемую оценку 6,8·1023, вычисленную из параметров броуновского движения. В 1926 году он был удостоен Нобелевской премии по физике, главным образом за эту работу.

## Современные оценки
Официально принятое в 2010 году значение числа Авогадро было измерено при использовании двух сфер, изготовленных из монокристалла кремния-28, выращенного методом Чохральского. Сферы были выточены в Институте кристаллографии имени Лейбница и отполированы в австралийском Центре высокоточной оптики настолько гладко, что при диаметре около 93,75 мм высоты выступов на их поверхности не превышали 98 нм; радиальные координаты поверхности измерены методом оптической интерферометрии с погрешностью 0,3 нм (порядка толщины одного атомного слоя). Для их производства был использован высокочистый кремний-28, выделенный в нижегородском Институте химии высокочистых веществ РАН из высокообогащённого по кремнию-28 тетрафторида кремния, полученного в Центральном конструкторском бюро машиностроения в Санкт-Петербурге.
Располагая такими практически идеальными объектами, можно с высокой точностью подсчитать число атомов кремния в шаре и тем самым определить число Авогадро. Согласно полученным результатам, оно равно 6,02214084(18)·1023  моль−1.
Однако в январе 2011 года были опубликованы результаты новых измерений, считающиеся более точными: NA = 6,02214078(18)⋅1023 моль−1.
На 24-й Генеральной конференции по мерам и весам 17—21 октября 2011 года была единогласно принята резолюция, в которой, в частности, предложено в будущей ревизии СИ переопределить моль таким образом, чтобы число Авогадро было равным точно 6,02214X⋅1023 моль−1, где Х заменяет одну или более значащих цифр, которые были определены в окончательном релизе на основании наиболее точных рекомендаций CODATA. В этой же резолюции предложено таким же образом определить как точные значения постоянную Планка, элементарный заряд, постоянную Больцмана и максимальную световую эффективность монохроматического излучения для дневного зрения.
Значение числа Авогадро, рекомендованное CODATA в 2010 году, составляло:
NA = 6,022 141 29(27)⋅1023 моль−1.
Значение числа Авогадро, рекомендованное CODATA в 2014 году, составляло:
NA = 6,022 140 857(74)⋅1023 моль−1
Значение числа Авогадро, рекомендованное в 2019 году, составляло:
NA = 6,022 140 76⋅1023 моль−1

## Связь между константами
- Через произведение постоянной Больцмана на число Авогадро выражается универсальная газовая постоянная, {\displaystyle R=kN_{\mathrm {A} }}[20].
- Через произведение элементарного электрического заряда на число Авогадро выражается постоянная Фарадея, {\displaystyle F=eN_{\mathrm {A} }}[21].

## Комментарии
1. ↑  Число Авогадро A есть кратная единица измерения очень больших целых безразмерных величин, численно равная постоянной Авогадро, то есть A в NA раз больше исходной величины — одной штуки. Число Авогадро используют для количественного описания систем, содержащих настолько большое число любых объектов (обычно частиц и групп частиц вещества), что указывать количество этих объектов в штуках становится малоудобно и малонаглядно. Например, 1 А теннисных мячей покроют поверхность планеты Земля слоем толщиной 100 км; 1 А долларовых банкнот закроют все материки Земли плотным двухкилометровым слоем; в пустыне Сахара содержится немногим менее 3 А песчинок[6].